# Troy Cassar-Daley
Pour les articles homonymes, voir Cassar.
Troy Cassar-Daley né le 18 mai 1969 à Surry Hills, est un chanteur de musique country australien.
La musique country australienne a développé un style unique dont les principaux représentants contemporains sont Lee Kernaghan, Kasey Chambers et Sara Storer. La musique country a également été une forme musicale particulièrement populaire pour les Aborigènes d'Australie. Parmi les chanteurs indigènes, on peut citer Troy Cassar-Daley, Kev Carmody et Archie Roach.

## Discographie
- Dream Out Loud (1994) par Sony Music[1]
- Beyond The Dancing (1995)
- True Believer (1996)
- Big River (1999)
- Long Way Home (2002)
- Borrowed & Blue (2004)
- The Brighter Day (2005)
- Almost Home (2006)
- Born to Survive: The Best of Troy Cassar-Daley (2007)
- I Love This Place (2009)